# Schammai (Bibel)
Schammai (hebräisch שַׁמַּי šammāj) ist der Name dreier in der Bibel im 1. Buch der Chronik erwähnter Personen aus dem Stamm Juda.

## Sohn Onams
Das zweite Kapitel des 1. Chronikbuches enthält eine Liste der Geschlechter Judas. In dieser Liste wird ein Schammai als Sohn Onams, des Sohnes Jerachmeels und Ataras, genannt. Schammais Söhne waren wiederum Nadab und Abischur. (1. Chronik 2,28 ).

## Sohn Rekems
In der gleichen Liste der Geschlechter Judas wird noch eine weitere Person namens Schammai genannt. Dieser Schammai war der Sohn Rekems, einem der Söhne Hebrons. Der Sohn dieses Schammais war Maon (1. Chronik 2,44-45 )

## Sohn Jeters
Das vierte Kapitel des 1. Chronikbuches enthält eine weitere Liste der Geschlechter Judas. Darin wird ein Schammai als Nachkomme eines Esras erwähnt (1. Chronik 4,17 ).